# Nannenus
Nannenus là một chi nhện trong họ Salticidae.